# Wladimir Iwanowitsch Stepanow

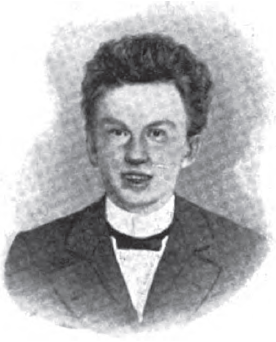
Wladimir Stepanow

Wladimir Iwanowitsch Stepanow (russisch Владимир Иванович Степанов, wiss. Transliteration Vladimir Ivanovič Stepanov; * 29. Juni 1866; † 28. Januar 1896) war ein russischer Tänzer im Kaiserlichen Ballett in Sankt Petersburg.
Stepanow veröffentlichte 1892 eine Tanznotation unter dem Titel L'Alphabet des Mouvements du Corps Humain.
Besonders an dieser Notation ist, dass die Tanzbewegungen nicht durch abstrakte Symbole kodiert werden, sondern durch Musiknoten in einem Notensystem. Stepanow zerlegt komplexe Bewegungsabläufe in die Bewegungen, die einzelne Körpergelenke ausführen können und weist diesen Grundelementen bestimmte Formen von Musiknoten zu.